# Paul Brooker
Paul Brooker (Hammersmith, 25 novembre 1976) è un ex calciatore inglese, di ruolo centrocampista.

## Caratteristiche tecniche
Era un esterno di centrocampo, in grado di giocare efficacemente su entrambe le fasce, anche se giocava principalmente sulla fascia destra.

## Carriera
Dopo aver giocato nelle giovanili di Chelsea e Fulham esordisce tra i professionisti nella stagione 1995-1996 con quest'ultimo club, militante nella quarta divisione inglese; al termine della stagione 1996-1997 conquista una promozione in terza divisione, categoria in cui gioca nel biennio successivo, fatto salvo un periodo di alcuni mesi in prestito allo Stevenage, in Football Conference (quinta divisione e più alto livello calcistico inglese al di fuori della Football League).
Nella parte finale della stagione 1999-2000 gioca in prestito in quarta divisione al Brighton, club che in seguito lo acquista a titolo definitivo e con cui tra il 2000 ed il 2002 vince due campionati consecutivi e con cui nella stagione 2002-2003 mette a segno 6 reti in 37 presenze in seconda divisione. Nell'estate del 2003 viene ceduto al Leicester City, club di prima divisione, con cui nella stagione 2003-2004 gioca 3 partite di campionato per poi passare in prestito al Reading, con cui conclude l'annata disputando 11 partite in seconda divisione. A fine stagione viene acquistato a titolo definitivo dai Royals, con la cui maglia nel corso della stagione 2004-2005 gioca poi ulteriori 31 partite in seconda divisione. Tra il 2005 ed il 2007 gioca invece 72 partite (70 in campionato e 2 nei play-off) in terza divisione con il Brentford; dopo un'ulteriore presenza in quarta divisione nelle prime settimane della stagione 2007-2008, passa ai semiprofessionisti del Chertsey Town. Si ritira definitivamente nel 2010, all'età di 34 anni, dopo un triennio trascorso nelle serie minori (mai al di sopra della sesta divisione).

## Palmarès

### Club

#### Competizioni nazionali
- Campionato inglese di terza divisione: 1

Brighton: 2001-2002
- Campionato inglese di quarta divisione: 1

Brighton: 2000-2001